# 达克布·吉格米德嘎拉僧嘉木苏
达克布·吉格米德嘎拉僧嘉木苏（19世纪？—？）民族及籍贯不详，第五世达克布活佛。

## 生平
原先的第五世达克布活佛贡萨勒永恰布16岁时在南寺（广宗寺）坐床，1889年弃戒还俗。其还俗后，南寺从拉卜楞寺请来一位小喇嘛替代其成为第五世达克布活佛，名“吉格米德嘎拉僧嘉木苏”，但在少年时便圆寂。